# Non mollare mai (singolo)
Non mollare mai è un singolo del cantautore italiano Gigi D'Alessio, pubblicato nel 2002 dal decimo album in studio Uno come te.

## Tracce
1. Non mollare mai – 4:17